# Klakar
Klakar falu és község Horvátországban, Bród-Szávamente megyében. A községhez Donja Bebrina, Gornja Bebrina és Ruščica települések tartoznak.

## Fekvése
Bród központjától légvonalban 11, közúton 13 km-re délkeletre, Szlavónia középső részén, a Szávamenti-síkságon, a Száva bal partján fekszik.

## Története
Klakar neve nem szerepel a középkori forrásokban, így valószínűsíthető, hogy a török uralom idején keletkezett. Neve a latin eredetű „klak” (latin: clax = mész) főnévből származik. Ismert, hogy a szomszédos Donja és Gornja Bebrina lakói a mai falu helyén meszet égettek. Később a mészégető mellett építették fel házaikat és a települést Klakarjénak nevezték el. A mészégetők a környéken kiirtották az erdőt, szántóföldeket, réteket, legelőket létesítettek. Így erősítették meg gazdasági helyzetüket.

1698-ban „Klakar” néven, hajdútelepülésként 14 portával szerepel a török uralom alól felszabadított szlavóniai települések kamarai összeírásában. A katonai közigazgatás bevezetése után a bródi határőrezredhez tartozott. Az egyházi vizitáció iratai 1730-ban 12 háza és egy Szent Jakabnak szentelt fakápolnája volt, melyben a bródi ferences rendház szerzetesei szolgáltak. 1746-os vizitációban 26 házzal és 166 lakossal szerepel. Az 1758-as jelentésben már új fakápolnáját említik. A kápolna mellett temető volt, ahová Klakaron kívül a szomszédos két falu hívei is temetkeztek. 1760-ban 44 katolikus házában, 47 családban, 249 lakosa volt. 1789-ben megalapították a klakari plébániát, melyhez Klakaron kívül Donja és Gornja Bebrinát is hozzá csatolták. 1846-ban felépítették az új Szent Jakab templomot.
Az első katonai felmérés térképén „Klakar” néven található. Lipszky János 1808-ban Budán kiadott repertóriumában „Klakar” néven szerepel. Nagy Lajos 1829-ben kiadott művében „Klakar” néven 79 házzal, 399 katolikus vallású lakossal találjuk. A katonai közigazgatás megszüntetése után 1871-ben Pozsega vármegyéhez csatolták.
A településnek 1857-ben 405, 1910-ben 396 lakosa volt. Pozsega vármegye Bródi járásának része volt. Az 1910-es népszámlálás adatai szerint lakosságának 94%-a horvát anyanyelvű volt. Az első világháború után 1918-ban az új szerb-horvát-szlovén állam, majd később (1929-ben) Jugoszlávia része lett. 1991-től a független Horvátországhoz tartozik. 1991-ben lakosságának 98%-a horvát nemzetiségű volt. 2011-ben a településnek 272, a községnek összesen 2319 lakosa volt.

## Lakossága
| Lakosság változása | Lakosság változása | Lakosság változása | Lakosság változása | Lakosság változása | Lakosság változása | Lakosság változása | Lakosság változása | Lakosság változása | Lakosság változása | Lakosság változása | Lakosság változása | Lakosság változása | Lakosság változása | Lakosság változása | Lakosság változása |
| ------------------ | ------------------ | ------------------ | ------------------ | ------------------ | ------------------ | ------------------ | ------------------ | ------------------ | ------------------ | ------------------ | ------------------ | ------------------ | ------------------ | ------------------ | ------------------ |
| 1857               | 1869               | 1880               | 1890               | 1900               | 1910               | 1921               | 1931               | 1948               | 1953               | 1961               | 1971               | 1981               | 1991               | 2001               | 2011               |
| 405                | 373                | 366                | 386                | 386                | 396                | 391                | 385                | 428                | 422                | 390                | 341                | 306                | 306                | 290                | 272                |

## Gazdaság
A lakosság fő gazdasági tevékenysége a mezőgazdaság és kisebb mértékben az erdőgazdálkodás. A kézműipar, a kereskedelem és a szolgáltatások területe gyengén fejlett. Nincsenek turisztikai létesítmények, bár vannak lehetőségek a vidéki turizmus fejlesztésére. A mezőgazdaságot és az állattenyésztést különösen Donja, Gornja Bebrina és Klakar falvakban űzik, míg Ruščica lakossága elsősorban a közeli Bródban, kisebb részük pedig magánvállalkozásokban dolgozik. Körülbelül ötven olyan kis magánvállalkozás működik a községben, ahol a helyiek dolgoznak. Régebben közülük a „Voće export-import” gyümölcsfeldolgozó és kereskedelmi cég volt a legerősebb, mely mára már csődbe ment. A jelentősebb gazdaságok közé tartozik a Mikulić magángazdaság, mely egy korábbi fűrésztelep helyén működik, ahol siló, gabonaszárító üzemel, a „Bebrinka” húsfeldolgozó cég, ahol mini vágóhíd is van, valamint a „Drvokomerc” fafeldolgozó és kereskedelmi cég. A családi vállalkozások között van egy kis pékség, tejüzem, édességeket előállító cég, kovácsok, ácsok stb. A község fejlődése szempontjából különös jelentőséggel bír a bródi kikötő és a Bjeliš gazdasági övezet építésének kérdése a kapcsolódó közlekedési és kommunális infrastruktúrával, amelyek nagy része Klakar községben található.

## Nevezetességei
Szent Jakab apostol tiszteletére szentelt római katolikus plébániatemploma 1846-ban épült. Egyhajós épület félköríves szentéllyel, a nyugatról hozzá csatlakozó sekrestyével és a homlokzat feletti harangtoronnyal. A főhomlokzatot a padlástér koszorúja osztja fel. Az alsó részt sekély lizénák tagolják, melyek a négyszögletes ajtót és a felette levő négyszögletes ablakot határolják. Az attikán, mely egy kiugró párkányban végződik szintén látható még egy négyszögletes nyílás. A felette magasodó harangtorony piramis alakú toronysisakban végződik.
A plébánia 1828-ban emelt épülete védelem alatt álló kulturális emlék. Az alapok és a falak téglából készülnek, a mennyezet és a tető szerkezete fa. A ház alapszerkezete jó állapotban van, nem tűnik radikálisan átépítettnek.

## Oktatás
A településen a bródi Vladimir Nazor elemi iskola négy osztályos területi iskolája működik.

## Sport
- NK Graničar Klakar labdarúgóklub
- ŠRU Graničar Klakar sporthorgász egyesület